# أماندا آدامز
أماندا آدامز (بالإنجليزية: Amanda Adams)‏ (من مواليد 12 سبتمبر 1976) وهي مؤلفة أمريكية وعالمة آثار. وهي أيضا عارضة أزياء سابقة وقد ظهرت في حملة بافالو جينز عام 1996. التحقت أماندا بجامعة كاليفورنيا (بركلي)، قسم الأنثروبولوجيا في أواخر التسعينيات وأكملت دراستها في جائزة كرويبر. ثم حصلت على درجة الماجستير في علم الآثار من جامعة كولومبيا البريطانية في فانكوفر. كان عنوان أطروحتها «رؤى يلقي على الحجر»، ونشرت ملخصاتها في مجلة ميددن.

## أول أعمالها الكتابية
كان أول كتاب لآدامز باسم «حكاية حورية البحر»، كان حول أساطير حورية البحر من جميع أنحاء العالم. حصلت على مراجعة مميزة كما حصلت على نجمة في قائمة الكتب. كان كتتابها الثاني «سيدات الميدان» يشرح حياة المغامرات لعلماء الآثار الأوائل..

## كتب
- أدامز، أماندا (2006)، حكاية حورية البحر: قصة شخص يبحث عن الحب، غرايستون للكتاب، ISBN:978-1-55365-117-8
- أدامز، أماندا (2010)، سيدات الميدان: أوائل علماء الآثار النساء والبحث عن المغامرات، دوغلاس، ISBN:978-1-55365-433-9[4][5]

## للمزيد من القراءة
- Booklist STARRED review; September 15, 2006
- Visions Cast in Stone: The Petroglyphs of Gabriola Island, B.C. The Midden 216(2):2-9. Publication of the Archaeological Society of British Columbia

## وصلات خارجية
- "Hot 20 Under 40" for San Francisco
- Dmpibooks.com
- Globe and Mail Review of Books; September 2, 2006
- Sciencecareers.sciencemag.org